# Павлюченко, Даниил Афанасьевич
Даниил Афанасьевич Павлюченко (1893—1967) — советский партийный и хозяйственный деятель.

## Биография
Родился 27 декабря 1893 года в Смоленске. После окончания начальной школы работал токарем по дереву на Смоленской катушечной фабрике. Участвовал в революционном движении, три раза подвергался обыскам, арестовывался. Участвовал в боях Первой мировой войны, был ранен.
После Февральской революции вступил в партию большевиков и был избран председателем профсоюзного комитета катушечной фабрики, а позднее — председателем Смоленского городского совета фабрично-заводских комитетов. Впоследствии работал на хозяйственных должностях в лесозаготовительной отрасли.
С декабря 1924 года — заместитель секретаря Смоленского губкома ВКП(б) и начальник организационного отдела. 29 мая 1926 года избран ответственным секретарём губкома. 9 мая 1928 года по результатам многочисленных проверок ЦКК ВКП(б), выявившим многочисленные нарушения, снят со своего поста с вынесением строгого выбора, а 9 июня того же года — исключён из партии.
Был направлен на хозяйственную работу. 29 июля 1929 года восстановлен в партии. В 1931—1932 годах — директор Ярославского шинного завода. С весны 1933 года жил и работал в Ленинграде.
Участвовал в Великой Отечественной войне, капитан, заместитель командира (по политчасти) головного авиационного склада. Награждён орденом Красной Звезды и рядом медалей, в том числе «За оборону Ленинграда».
В послевоенное время жил и работал в Ленинграде. Умер 2 ноября 1967 года.